# Park Eun-shik
Park Eun-shik (박은식?, 朴殷植?, Bak Eun-sikLR) (Nammyeon, 30 settembre 1859 – Shanghai, 1º novembre 1925) è stato un politico e storico sudcoreano, presidente del Governo provvisorio della Repubblica di Corea per un breve periodo nel 1925.

## Biografia
Di professione studente di storia, gli sostituì Yi Dongnyeong (facente funzioni per conto del dimissionario Rhee Syng-man) come presidente ad interim del governo provvisorio della Corea sotto il dominio giapponese nel dicembre 1924. Nel marzo dell'anno seguente fu nominato a tutti gli effetti presidente ma mantenne la carica solo per pochi mesi, dando le dimissioni a settembre per gravi problemi di salute. Al suo posto si insediò per pochi giorni Yi Yu-pil come facente funzioni, e poi Yi Sang-ryong come presidente. Dopo le dimissioni si ritirò dalla scena politica, morendo il 1º novembre seguente all'età di 66 anni.

## Opere pubblicate
- Neo-Confucianism Reformation Argument (Yugyo gusinnon) nel 1909.
- Painful History of Korea (Hanguk tongsa) nel 1919.
- The Bloody History of the Korean Independence Movement (Hanguk dongnip undong ji hyeolsa) nel 1920.